# إيلين أندريا وانغ
إيلين أندريا وانغ (بالنرويجية البوكمول: Ellen Andrea Wang)‏ هي مغنية وملحنة نرويجية، ولدت في 10 أكتوبر 1986 في يوفيك في النرويج.

## وصلات خارجية
- الموقع الرسمي
- إيلين أندريا وانغ على موقع ميوزك برينز (الإنجليزية)
- إيلين أندريا وانغ على موقع ديسكوغز (الإنجليزية)